# Kunits Mihály
Kunits Mihály (Bán, 1765. szeptember 25. – Károlyváros, 1835. április 9.) főelemi iskolai igazgató.

## Életútja
Bánban született, ahol a kegyesrendiek gimnáziumában végezte tanulmányait. Onnét a szenci katonai nevelőintézetben képezte magát és ugyanott a német nyelv és irálytan rendes tanára lett; egyszersmind a mezei gazdászatot is mint rendkívüli tantárgyat adta elő. Kitűnő érdemeiért Mária Terézia királynő díszéremmel tüntette ki. Miután a szempci intézetet megszüntették, Kunits Nyitrára ment és a II. József császár által életbe léptetett telekfelmérés és adókivetés munkálatainál alkalmaztatott; később a nyitrai, barsi, trencséni és pozsonyi igazgató-főmérnök mellett kezelő hivatalnok volt. Ezután a privigyei piarista gimnáziumban világi tanár lett. 1790-ben Bruckba helyeztetett át a kerületi mintaiskola igazgató-tanárának; ezen elhanyagolt intézetet rendbe hozta s az 1794. iskolai év végén, ugyanezen célból a kormányzóság a geisdorfi (Graz mellett) külvárosi iskolát bízta reá. Itt is kitüntette magát és dicséretben részesült, mire a Mur külvárosi iskolát vette át, ahol teendőit bevégezvén, megrongált egészsége miatt nyugalomba vonult és hazájába visszatért; most az irodalomnak és tudományos kutatásoknak szentelte idejét; e végből sokat utazott az országban és idejének nagy részét Székesfejérvárt vagy Pesten töltötte. 1819. július 10-én Kazinczy Ferencet is meglátogatta Széphalmon. Utolsó éveiben Horvátországban élt. Tagja volt a bajor frauendorfi és a berlini kertész-társaságnak; tiszteletbeli tagja a grazi és varasdi zene-egyletnek.

## Munkái
- Versuch sokratischer Gesprächte über die Erzählungen in dem zweiten Theile des Lesebuches für Landschulen der k. k. Staaten. Grätz, 1796. (Az osztrák kormány cseh nyelvre is lefordíttatta s a szerző dicsérő levelet kapott.)
- Erklärungen und Gespräche über das Lesebuch; oder die Anleitung zur Rechtschaffenheit für Schüler der deutschen Schulen in den Städten und Märkten der k. k. deutschen Staaten. Uo. 1796.
- Der praktische Privatgeschäftsmann, welcher alle im bürgerlichen Leben vorkommende schriftliche Aufsätze zu verfassen lehret. Zum nützlichen Gebrauche für Privatleute, besonders für dem Bürgerstand; für Künstler, Professionisten, Gewerbsund Güterbesitzer, Landleute; auch für Landschullehrer und für junge Leute aus benannten Ständen eingerichtet. Uo. 1796. (2. jav. és bőv. kiadás 1801., 4. jav. és bőv. kiadás. 1816. Uo.)
- 350 Sätze lehrreichen Inhaltes zu Vorschriften und zum Dictiren. Uo. 1797. (2. kiadás. Uo. 1800.)
- Steyermärkischer Schulalmanach auf das Jahr 1798. für Aufseher, Katecheten und Lehrer. 1. Jahrgang. Ugyanott, 1798.
- Moralische Erzählungen, Geschichten, Beispiele und Gespräche zum Behuf für Landschullehrer und zur Bildung für deutsche Junglinge. Uo. 1798.
- Lehrreiche Geschichten und Erzählungen zur nützlichen Belehrung und angenehmen Unterhaltung für die deutsche Jugend, theils zusammengetragen, theils verfasst und zum Prüfungsgeschenk für die liebe Jugend gewidmet. Uo. 1798. (2. kiad. 1800., 3. kiad. 1803. Ugyanott.)
- Kunitschens Vermischte Schriften und Aufsätze, meistens pädagogischen Inhalts. Uo. 1801.
- Christenlehr- und Prüfungsgeschenk, enthaltend lehrreiche Erzählungen, Geschichten, Anekdoten, Sittenlehren, Denksprüche, vortreffliche Kindergebethe, Lieder, Kinderbriefe und Räthseln. Uo. 1801.
- Dreihundert Sentenzen und Denksprüche nach alphabetischer Ordnung. Ein Handbüchlein zum bequemen Gebrauche für Schul und Hauslehrer von einem Schulmanne. Ugyanott, 1801.
- Allerneuestes sehr zweckmässiges Prüfungsgeschenk für Normalschüler der k. k. Staaten. Von Schulmännern und Freunden des Schulwesens zusammengetragen. Uo. 1801.
- Lehrreiche Aufsätze und moralische Erzählungen zur angenehmen Unterhaltung für die Jugend beiderlei Geschlechts. Uo. 1802.
- Grammatisch und orthographisches Wörterbuch der Homonyme der deutschen Sprache. Ein Handbuch für Kanzelleiu und Schulen nach Adelungs Grendsätzen. Uo. 1803. Két kötet.
- Angenehme Unterhaltungen zur Belehrung für die Jugent und Erwachsene. Von einem Kinderfreunde. Uo. 1804.
- Biographien merkwürdiger Männer der oesterr. Monarchie. Uo. 1805. Három kötet. (Ism. Annalen, Wien, 1805. III.)
- Praktische Briefe für deutsche Schüler und Lehrer. Uo. 1807.
- Biographie des Herrn Leopold Gottlieb Diwald. Uo. 1808.
- Biographie des Freiherrn Franz v. Wulfen. Uo. 1810.
- Bemerkungen über die von Wilhelm Schwab zu Pesth neu erfundene Absonderungs-Maschine für- die Weinlese. Pesth, 1817. (Magyarul Dulházy Mihály által ford. a Felsőmagyarországi Minerva 1827. 17. füzetében.)
- Sr. bischöfl. Gnaden dem ... Herrn Emerich Carl von Raffay, der Bosnier oder Diakovarer und Syrmier canonisch unirtem Diöcesan Bischofe zum Denkmahl öffentlicher Verehrung gewidmet. Essek, 1823. (Költemény.)
- Topographische Beschreibung des Königreichs Ungarn und seiner, einverleibten Provinzen, In Bezug auf die Landes- und Volkskultur, Oeconomie, Industrie, Künste, Handlung, Manufacturen und Gewerbe. Durch eigene Forschungen und practische Untersuchungen auf Reisen bearbeitet, und mit Rückblicken auf die Vorzeit nach dem gegenwärtigen Zustande dargestellt. I. Band. Pest, 1824. (Mezőhegyes topographiai térképével. Ism. Tudom. Gyűjt. XII. 100. lap.)
- Rede bei Gelegenheit der höchst erfreulichen Nachricht von der am 31. März 1814. erfolgten Einname der Hauptstadt Paris durch die siegreichen Heere der hohen verbündeten Monarchen. Zum zweiten Male aufgelegt. Varasdin, 1826.
- Empfindungen am 24. Jänner 1826., dem fünfzigsten Geburtstage des ... Grafen Johann von Nitzky. Steinamanger. (Költ.)
- Historisch-topographische Beschreibung des Mineralbades Topusko im Königreiche Croatien, seiner Eigenschaften und Wirkungen nebst einem kurzen Anhange von dem Sauerbrunnen Lassina in eben diesem Königreiche. Mit Situationsplan. Karlstadt, 1827.
- Historisch-topographische Beschreibung des Varasdin-Töplitzer Schwefelbades im Königreiche Croatien. Ein nicht unwichtiger Beitrag zur Balneographie überhaupt, und insbesondere für die Königreiche Ungarn, Croatien, Slavonien und Dalmatien, wie auch für die angrenzenden Provinzen und entfernten Länder. Varasdin, 1828.
- Gefühle der Ehrfurcht, Verehrung und frommen Wünsche zum Neujahre 1830., ... der Frau Gräfin Justine Csáki von Keresztszegh und Adorian, verehligten Skerlecz von Lomnicza. Uo. (Költ.)
- Opfer der Ehrfurcht und inbrünstiger Wünsche zum Neujahr 1830 ... dem Herrn Alexander Alagovich, Agramer Diöcesan-Bishofe ... Uo. (Költ.)
- Der lieblichen Schwester der Grazien, Ihrer hochgeb. Frau Josephinegeb. Gräfin Csáky von Keresztszegh und Adorian, verwittweten Gräfin Eszterházy .. am Nejuhrstage 1830. Uo. (Költ.)
- Gefühle und Wünsche am Neujahre 1830. ... dem Herrn Gustav Baron Hilleprand von Prandau ... Uo. (Költ.)
- Lobrede bei derfeierlicher Inthronisation des Herrn Alagovich, als ... in Jahre des Heils 1829 designirten Diöcesan-Bischofs des Agramer Kirchen Sprengels. Uo. 1830.
- Zur hohen Feier der heiligen Weihe und Inthronisation seiner Bischöflichen Gnaden ... Joseph v. Kukovich auf den Apostolischen Stuhl der canonisch vereinigten Bosner oder Diakovarer und Syrmier Diözesen. Im November 1831. Karlstadt.
- Der Sauerbrunnen Jamnicza im Königreiche Croatien. Agram, 1831.
- Innigste Wünsche und Gefühle der Verehrung am 5. November 1833, dem erfreulichen Nemensfeste ... Herrn Emericus Haraminchich. Uo. (Költ.)
- Reflexionem über die Begründung der magyarischen Sprache in Ungarn, als Staats-Dikasterial und Gerichts wie auch als allgemeine Volkssprache. Im Jänner 1833. Uo.
- Dem Freunde des Vaterlandes, der Agrikultur und Industrie, dem Herrn Emerich Haraminchich, zum Namensfeste den 5. Nov. 1834. Karlstadt, 1834. (Költ.)
- Zum feierlichen Bisthums Antritte Sr. bischöfl. Gnadens des ... Herrn Gabriel von Smicziklasz. Im Jahre 1834. Uo. (Költ.)
- Zur feirlichen Inthronisation des ... Herrn Bischofes Emerich Osegovich von Barlabaszevecz ... im August 1834. Uo. (Költ.)

E műveken kívül több topográfiai, statisztikai és mezőgazdasági cikke jelent meg a szaklapokban és folyóiratokban.
Nevét Kunitschnak is írta.
Egy levele van Rumyhoz 1830-ból (a Magyar Tudományos Akadémián.)